# Список дипломатических миссий в Израиле
Дипломатические миссии в Израиле — иностранные посольства и консульства в Государстве Израиль. В настоящее время 87 посольств располагаются в Тель-Авиве и в Гуш-Дане (округ Большого Тель-Авива). Это число не включает почётные консульства.
Ранее ряд государств держал посольства в Иерусалиме. После того, как Израиль принял Основной закон: Иерусалим – столица Израиля (1980), все иностранные посольства были переведены в Тель-Авив.
В 2018—2024 годах в Иерусалиме открылись посольства 6 стран (США, Гватемалы, Республики Косово, Гондураса, Папуа — Новой Гвинеи и Парагвая).

## Посольства

### Тель-Авиви область метрополииГуш-Дан
| Страна                   | Страна           | Страна                      |
| ------------------------ | ---------------- | --------------------------- |
| Азербайджан              | Иордания         | Панама                      |
| Албания                  | Ирландия         | Парагвай                    |
| Ангола                   | Испания          | Перу                        |
| Аргентина                | Италия           | Польша                      |
| Армения                  | Казахстан        | Португалия                  |
| Австралия                | Камерун          | Республика Конго            |
| Австрия                  | Канада           | Республика Корея            |
| Беларусь                 | Кения            | Россия                      |
| Бельгия                  | Кипр             | Румыния                     |
| Болгария                 | Китай            | Руанда                      |
| Босния и Герцеговина     | Колумбия         | Сальвадор                   |
| Бразилия                 | Коста-Рика       | Северная Македония          |
| Ватикан                  | Кот-д’Ивуар      | Сербия                      |
| Великобритания           | Латвия           | Словакия                    |
| Венгрия                  | Либерия          | Словения                    |
| Вьетнам                  | Литва            | Таиланд                     |
| Гана                     | Мальта           | Танзания                    |
| Германия                 | Мексика          | Турция                      |
| Греция                   | Молдова          | Узбекистан                  |
| Грузия                   | Мьянма           | Украина                     |
| Дания                    | Непал            | Уругвай                     |
| Доминиканская Республика | Нигерия          | Финляндия                   |
| Египет                   | Нидерланды       | Франция                     |
| Замбия                   | Норвегия         | Хорватия                    |
| Индия                    | Панама           | Чехия                       |
| Иордания                 | Парагвай         | Чили                        |
| Ирландия                 | Перу             | Швейцария                   |
| Испания                  | Польша           | Швеция                      |
| Италия                   | Португалия       | Шри-Ланка                   |
| Казахстан                | Республика Конго | Южно-Африканская Республика |
| Камерун                  | Республика Корея | Южный Судан                 |
| Канада                   | Россия           | Япония                      |

### Иерусалим
| - США (с 14 мая 2018 года) - Гватемала (с 16 мая 2018 года) - Косово (с 14 марта 2021 года) - Гондурас (с 24 июня 2021 года) - Папуа — Новая Гвинея (с 5 сентября 2023 года) - Парагвай (с 12 декабря 2024 года) |

## Консульства

### Тель-Авиви область метрополии Гуш-Дан
| - Барбадос - Багамские Острова - Исландия | - Люксембург - Фиджи - Науру |

### Иерусалим
| - Армения (миссия для Израиля) - Австрия - Боливия - Хорватия - Чехия - Дания - Доминиканская Республика - Финляндия - Гватемала - Венгрия - Польша - Румыния | - Бельгия - Франция (миссия для Иерусалима и Палестинской Автономии) - Греция - Ватикан (Нунциатура в Иерусалиме) - Италия - Испания - Швеция - Турция (миссия для Иерусалима и Палестинской Автономии) - Великобритания (миссия для Иерусалима и Палестинской Автономии) - США (миссия для Иерусалима и Палестинской Автономии) |

### Хайфа
| - Австрия - Коста-Рика - Чехия - Дания - Эквадор - Финляндия - Франция - Германия - Греция - Венгрия - Мальта - Намибия - Нидерланды - Норвегия | - Перу - Филиппины - Польша - Португалия - Румыния - Россия - Словения - Словакия - Испания - Швеция - Украина - США - Уругвай |

### Эйлат
| - Австрия - Бельгия - Чили - Дания - Египет - Финляндия - Франция - Германия | - Венгрия - Италия - Латвия - Норвегия - Румыния - Швеция - Великобритания |

### Ашдод
| - Хорватия - Кипр - Франция - Латвия | - Филиппины - Россия - Уругвай |

## Экономические и представительские офисы
- ООН (Представительство UNHCR) — Тель-Авив
- Европейский союз (Делегация) — Тель-Авив
- Китайская Республика (Тайпейский экономический и культурный офис) — Тель-Авив
- Северный Кипр (Представительский офис)[22] — Тель-Авив
- Международное движение Красного Креста и Красного Полумесяца (Делегация) — Тель-Авив

## Посольства-нерезиденты
Анкара:
- Кыргызстан
- Новая Зеландия[23]
- Таджикистан

Рим:
- Туркменистан

Пекин:
- Монголия

Сингапур:
- Сингапур